# Gordianus I
Gordianus I (Marcus Antonius Gordianus Sempronianus Romanus Africanus), född omkring 159, död den 12 april 238 (självmord i Karthago), blev i mars 238 romersk kejsare tillsammans med sin son, Gordianus II. Gordianus var gift med Fabia Orestilla. De hade en dotter, Maecia Faustina och två söner: den ene var Gordianus II och den andres namn är okänt.
Spår av Gordianus I kan ses fortfarande i våra dagar då han som guvernör lät bygga amfiteatern i El Jem i nuvarande Tunisien.

## Gordianus I och II, kejsare i tjugo dagar
Maximinus Thrax kostsamma krig hade lett till tunga skattebördor för romarna, i synnerhet för de besuttna. Motreaktionen kom i provinsen Africa Proconsularis där indrivningen varit ovanligt aggressiv. En grupp unga aristokrater mördade i januari 238 den ekonomiske prokuratorn från Rom och tvingade sedan guvernören, Gordianus I, att utropa sig till kejsare. Från Karthago skickade Gordianus bud till senaten som gav både honom och sonen Gordianus II titeln Augustus.
Revolten blev kortlivad. Guvernören i grannprovinsen Numidien (latin Numidia) var en gammal ovän till Gordianus; han tog tredje legionen, vilket var den enda legionen i området, till Karthago, där den snabbt övermannade den lokala milisen. Gordianus II dog i striderna och när Gordianus I fick reda på det hängde han sig. De hade då varit kejsare i tjugo dagar.

## Bilder
| - Sestertie med Gordianus I:s porträtt. - Gordianus I:s triumfbåge i El Krib i Tunisien. |